# Todas las voces todas 1
Todas las voces todas 1 è il primo di 4 CD registrati dal vivo, testimonianza di alcuni concerti tenutisi nei giorni 7, 8 e 9 giugno 1996 al Coliseo General Rumiñahui a Quito (Ecuador) e pubblicati nello stesso anno.
Il festival Todas las voces todas fu organizzato dal pittore ecuadoriano Oswaldo Guayasamín e vi parteciparono diversi artisti latinoamericani.

## Tracce
1. Mi viejo - (Piero) - Piero
2. La colina de la vida - (L.Gieco) - León Gieco e Víctor Heredia
3. Samba landó - (P.Manns, H.Salinas, J.Seves) - Inti-Illimani
4. El aguacate - (C.G.Tamayo) - Tercer Mundo e Alberto Plaza
5. Sueño con serpientes - (S.Rodriguez) - Silvio Rodríguez
6. Cinco siglos - (L.Gieco, L.Gurevich) - León Gieco
7. Yo te seguiré - (A.Plaza) - Alberto Plaza
8. Vasija de barro - (G.Benítez, L.A.Valencia) - César Isella
9. Soy pan, soy paz, soy más - (Piero) - Mercedes Sosa e Piero
10. Cajita de música - (J.Pedroni, D.Sánchez) - César Isella e Víctor Heredia